# This Christmas: Winter is Coming
This Christmas: Winter is Coming es el tercer EP de la cantante surcoreana Taeyeon.  Fue publicado el 12 de diciembre de 2017 por S.M. Entertainment y distribuido por KT Music.

## Lanzamiento y promoción
This Christmas - Winter Is Coming y el videoclip para «This Christmas» fueron lanzados el 12 de diciembre de 2017. Para promover el álbum, Taeyeon organizó un concierto de tres noches titulado The Magic of Christmas Time el 22, 23 y 24 de diciembre de 2017 en la Universidad de Kyung Hee de Seúl.

## Lista de canciones
| This Christmas - Winter Is Coming |                                 |                            |                                              |          |  |
| N.º                               | Título                          | Letras                     | Música                                       | Duración |  |
| 1.                                | «The Magic of Christmas Time»   | Krysta Youngs, Robin Ghosh | Yan Perchuk, Ruslan Sirota, Myah Marie       | 2:47     |  |
| 2.                                | «This Christmas»                | 13                         | 13                                           | 4:27     |  |
| 3.                                | «Let It Snow»                   | Agnes Shin                 | Simon Petrén, Chu Dae Gwan                   | 3:18     |  |
| 4.                                | «Candy Cane»                    | Hwang Hyun                 | Matthew Tishler, Philip Bentley, Aimee Proal | 3:24     |  |
| 5.                                | «Christmas without You»         | Jo Yoon Kyung              | Daniel Obi Klein, Charli Taft, Andreas Öberg | 4:19     |  |
| 6.                                | «Shhhh» (쉿)                    | Won Tae Yeon, Jae Ha       | Christopher Wortley, Mahan Moin, DWB         | 3:48     |  |
| 7.                                | «I'm All Ears» (겨울나무)       | Lee Joo Hyung              | Lee Joo Hyung, Astrid Holiday                | 3:35     |  |
| 8.                                | «This Christmas» (Instrumental) |                            | 13                                           | 4:27     |  |
| 30:05                             |                                 |                            |                                              |          |  |

## Historial de lanzamiento
| Región        | Fecha                   | Formato              | Discográfica                 | Ref   |
| ------------- | ----------------------- | -------------------- | ---------------------------- | ----- |
| Corea del Sur | 12 de diciembre de 2017 | CD, descarga digital | S.M. Entertainment, KT Music | [ 4 ] |
| Mundo         | 12 de diciembre de 2017 | Descara digital      | S.M. Entertainment           | [ 3 ] |